# Seno (diacono)
Seno (o Senone; in latino Seno; ... – Cornate d'Adda, 689) è stato un diacono longobardo caduto nella battaglia di Coronate mentre era camuffato come il suo re Cuniperto per proteggerlo.

## Biografia
Paolo Diacono, nella sua Historia Langobardorum, presenta Seno nel seguito di re Cuniperto nella battaglia di Coronate presso l'Adda, dove il sovrano affrontava l'usurpatore Alachis. Quando le armate del re e del rivale erano già schierate e pronte ad attaccar battaglia, Seno, custode della basilica di San Giovanni Battista fondata da Gundeperga a Pavia, fu colto da timore per la vita di Cuniperto, che amava molto, e gli propose di indossare la sua armatura. Paolo Diacono riporta il suo discorso:
(Paolo Diacono, Historia Langobardorum, V, 40)
Seno fa riferimento al professo anti-cattolicesimo manifestato platealmente da Alachis, ariano, e il suo discorso attesta anche la piena fedeltà del clero cattolico, o almeno di quello pavese, alla dinastia Bavarese rappresentata da Cuniperto, oltre che una concezione gerarchica della gloria militare e l'abitudine alle armi da parte degli ecclesiastici del tempo, attestata anche nel Regno franco dei Merovingi. 
Sulle prime Cuniperto rifiutò, ma infine si lasciò convincere dal suo seguito e cedette a Seno corazza, elmo, schinieri e armi; appena uscì dalla tenda reale tutti credettero che fosse il re, grazie anche al fatto che erano di identica corporatura e portamento. Il diacono scese in battaglia e partecipò a lungo agli aspri combattimenti; Alachis concentrò i suoi sforzi nel settore occupato da Seno e riuscì infine a ucciderlo. Ordinò quindi di tagliargli la testa per issarla su una lancia, ma quando si avvide dello scambio fu prima colto da sconforto, e poi espresse il voto di «riempire un pozzo di testicoli di preti», se solo Dio gli avesse concesso la vittoria.
La morte di Seno portò a uno sbandamento dell'esercito regio, ma Cuniperto reagì mostrandosi alle sue truppe e guidando il contrattacco, che si concluse con la sua vittoria e l'uccisione di Alachis. Rientrato a Pavia, capitale del Regno longobardo, «fece seppellire con grandi onori il corpo del diacono Seno davanti alle porte della basilica del beato Giovanni, di cui era stato custode».